# Echinorhynchus labri
Echinorhynchus labri är en hakmaskart som beskrevs av Rudolphi 1819. Echinorhynchus labri ingår i släktet Echinorhynchus och familjen Echinorhynchidae. Inga underarter finns listade i Catalogue of Life.